# Vossia
Vossia es un género de plantas herbáceas de la familia de las gramíneas o poáceas. Es originaria de los trópicos de África y Asia.

## Especies
- Vossia cambogiensis Balansa
- Vossia cuspidata Baill.
- Vossia hordeoides Munro
- Vossia procera Wall. & Griff.
- Vossia speciosa Benth.